# Новотаврийское
Новотаврийское (укр. Новотаврійське, до 2025 года — Новотаврическое) — посёлок, Новотаврический сельский совет, Ореховский район, Запорожская область, Украина.
Код КОАТУУ — 2323985701. Население по переписи 2001 года составляло 1069 человек.
Является административным центром Новотаврического сельского совета, в который, кроме того, входят сёла Вольное, Оленовка, Тарасовка и посёлок Кирпотино.

## Географическое положение
Посёлок Новотаврическое находится на расстоянии в 0,5 км от села Новостепнянское (Запорожский район) и в 1-м км от посёлка Кирпотино.
Вокруг села несколько массивов садовых участков. Рядом проходит железная дорога, станция Кирпотино в 1-м км.

## История
- 1903 год — дата основания как хутор Новотаврический.
- В 1923 году переименовано в село Новотаврическое.

## Экономика
- «Новотаврийское», ООО.

## Объекты социальной сферы
- Школа I—IIІ ст.
- Детский сад.
- Фельдшерско-акушерский пункт.

## Религия
- Храм преподобного Сергия Радонежского.

## Достопримечательности
- Братская могила 30 советских воинов.